# تیارنو دی سوتو
تیارنو دی سوتو (به ایتالیایی: Tiarno di Sotto) یک منطقهٔ مسکونی در ایتالیا است که در لدرو واقع شده‌است. تیارنو دی سوتو ۹٫۲ کیلومتر مربع مساحت و ۷۰۴ نفر جمعیت دارد و ۷۲۸ متر بالاتر از سطح دریا واقع شده‌است.